# Ari Huumonen
Ari Mauri Juhani Huumonen, né le 5 mars 1956 et mort le 20 mai 2013 à Hämeenlinna, est un athlète finlandais, spécialiste du lancer du disque.

## Biographie
En 1983, Ari Huumonen se classe 4e au lancer du disque lors des premiers championnats du monde d'athlétisme, organisés à Helsinki.
Au niveau national, il remporte le titre lors de championnats de Finlande à trois reprises, en 1983, 1985 et 1987.

### Palmarès
| Date | Compétition           | Lieu     | Résultat | Performance |
| ---- | --------------------- | -------- | -------- | ----------- |
| 1983 | Championnats du monde | Helsinki | 4e       | 65,44 m     |

### Records
| Épreuve          | Performance | Lieu     | Date         |
| ---------------- | ----------- | -------- | ------------ |
| Lancer du disque | 65,44 m     | Helsinki | 14 août 1983 |